# باك سونغ-وون
باك سونغ-وون هو سياسي كوري شمالي، ولد في 1 نوفمبر 1946.